# Jimmy Keegan

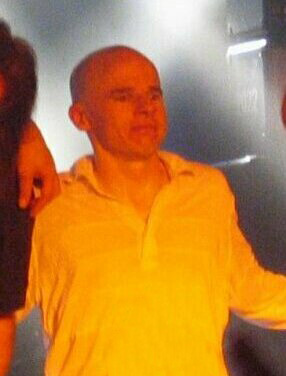
Jimmy Keegan, 2007

James Edward Keegan (* 3. November 1969 in Van Nuys, Los Angeles, Kalifornien) ist ein US-amerikanischer Schlagzeuger und Schauspieler.

## Leben
Einem breiteren Publikum wurde Keegan bekannt als Tour-Schlagzeuger der amerikanischen Progressive-Rock-Band Spock’s Beard seit dem Album Feel Euphoria. Zu hören ist Keegan u. a. auf den Live-Alben Gluttons for Punishment und Live.
Außerdem spielte er als Studio-Schlagzeuger beim Song „Primavera“ auf dem Album Supernatural von Carlos Santana. sowie als Live- und Studio-Drummer mit Kenny Loggins.
Im Jahre 2009 spielte er neben anderen bekannten Schlagzeugern auf dem Album The Fading Ghosts of Twilight der schwedischen Retro-Prog-Band Agents of Mercy, einem Projekt des Gitarristen Roine Stolt (The Flower Kings, Transatlantic).
Von 2011 bis 2016 war er festes Bandmitglied von Spock’s Beard. Danach wurde er Mitglied der Band Pattern Seeking Animals, mit der er bisher fünf Studioalben veröffentlichte.

## Tonträger und Live-Auftritte (Auswahl)
- The Boneshakers: live
- Tevin Campbell: Back To The World
- Kenny Loggins: live und Studio
- Spock's Beard: Live
- Rahsaan Patterson: Rahsaan Patterson
- Santana: Supernatural
- Sonia Santos: Sorté
- Transmission OK: The Sky, the Stars and the Great Beyond
- John Waite: Temple Bar
- Agents Of Mercy: The Fading Ghosts Of Twilight
- Flaming Row: Elinoire
- Eyesberg: Masquerade
- Eyesberg: Claustrophobia
- Traumhaus: Das Geheimnis
- Pattern-Seeking Animals: Pattern-Seeking Animals (2019), Prehensile Tales (2020), Only Passing Through (2022), Spooky Action at a Distance (2023), Friend of all Creatures (2025)

## Filmografie (Auswahl)
- 2003: Stratos 4
- 1987: Over the Top
- 1986: Matlock